# Breno Correia
Breno Correia ( Salvador, 19 de febrero de 1999 - ) es un nadador brasileño.

## Carrera
Breno comenzó en el equipo ACEB de Bahía donde, bajo la dirección de Márcio Cunha y de Luiz Arapiraca, ganó sus primeras medallas desde Mirim hasta Petiz I. Cuando su padre se trasladó a Río de Janeiro, continuó nadando en el Club dos Aliados con el Profesor Paulo Machado. 

### 2018–20
En el Campeonato Mundial de Natación en Piscina Corta de 2018 en Hangzhou, China, Breno Correia, junto a Luiz Altamir Melo, Fernando Scheffer y Leonardo Coelho Santos, sorprenden al mundo  ganando la medalla de oro en los 4 × 200 metros estilo libre, rompiendo el récord mundial, con un tiempo de 6:46.81. El equipo estaba conformado por jóvenes entre 19 y 23 años, y no era favorito al oro. En el relevo combinado de 4 × 100 m masculino, terminó cuarto. También terminó quinto en los 200 m libre, a solo 0,08 segundos de ganar la medalla de bronce.
En el Campeonato Mundial de Natación de 2019 en Gwangju, Corea del Sur, en los 100 m libre, Correia alcanzó su primera final del Campeonato Mundial, terminando en octavo lugar. El joven equipo de relevos 4 × 200 m libres de Brasil, ahora con João de Lucca en lugar de Leonardo Coelho Santos, rebajó el récord sudamericano en casi 3 segundos, con un tiempo de 7:07.12, en las eliminatorias. Terminaron 7º, con un tiempo de 7:07.64 en la final. Era la primera vez que el relevo de estilo libre de 4 x 200 m de Brasil se clasificaba para una final del Campeonato Mundial, y el resultado clasificó a Brasil para los Juegos Olímpicos de Tokio 2020. En el relevo de estilo libre de 4 × 100 m masculino y en el relevo combinado de 4 × 100 m masculino, terminó sexto, lo que ayudó a Brasil a clasificarse para los Juegos Olímpicos de Tokio 2020. También terminó 17º en los 200 m libre.
En los Juegos Panamericanos de 2019 realizado en Lima, Perú, Correia ganó 5 medallas: dos de oro en 4 × 100 m estilo libre y  en 4 × 200 metros estilo libre, rompiendo el récord Panamericano de natación en ambas pruebas; y tres medallas de plata en: 200 m estilo libre,
mixto 4 × 100 m estilo libre y  4 × 100 m medley. También finalizó 5.º en  los 100 m estilo libre.

### Juegos Olímpicos de Verano 2020
En los Juegos Olímpicos de Verano de 2020 en Tokio, Correia terminó octavo en el relevo de estilo libre de 4 × 100 metros masculino.

### 2021–24
En el Campeonato Mundial de Natación en Piscina Corta de 2021 en Abu Dhabi, Emiratos Árabes Unidos, en el relevo 4 × 200 m libre, el relevo brasileño, integrado por Correia, Murilo Sartori, Kaique Alves y Fernando Scheffer, volvió a obtener medalla , ahora bronce, manteniendo el buen desempeño de 2018, cuando Brasil ganó el oro batiendo el récord mundial.
En el Campeonato Mundial de Natación de 2022 realizado en Budapest, Hungría, en la prueba de relevos 4 × 200 m libre, la selección brasileña, compuesta por Correia, Fernando Scheffer, Vinicius Assunção y Murilo Sartori, rompió el récord sudamericano dos veces seguidas. en las eliminatorias y en las finales, alcanzando un tiempo de 7:04.69, y obteniendo un inédito cuarto puesto en los Campeonatos del Mundo de larga distancia. La selección brasileña no consiguió medalla por la excepcional actuación de Tom Dean, al cerrar el relevo británico. También terminó 22º en los 200 m libre.